# Mimic (Marvel Comics)
Mimic, o Mímico en España (Calvin Montgomery Rankin), es un personaje ficticio que aparece en los cómics estadounidenses publicados por Marvel Comics. Fue brevemente miembro de los X-Men en la década de 1960, y fue el primer personaje que se agregó al equipo después de la alineación original y el primer X-Man que no era un mutante.

## Historial de publicaciones
Creado por el escritor Stan Lee y el artista Werner Roth, apareció por primera vez en X-Men vol. 1 # 19 (abril de 1966) como villano.

## Biografía ficticia

### Origen
Calvin Rankin nació en Passaic, Nueva Jersey. Después de una mezcla accidental de productos químicos derivados de los experimentos de su padre, Ronald, Calvin obtuvo la posibilidad de copiar temporalmente las habilidades, rasgos físicos, conocimientos, y los superpoderes de cualquier persona dentro de un rango (de aproximadamente diez pies), lo que llevó a las personas a temerle. Cuando su padre se enteró de esto, se retiró con Calvin a una mina donde trabajaba en una máquina que, según él, haría que las habilidades de su hijo se absorbieran permanente. Sin embargo, sus experimentos provocaron cortes de energía de varios puntos de la zona; con el fin de mantener a raya a una multitud asustada, Ronald tapó la entrada de la mina, quedando encerrado accidentalmente, y murió en la explosión.

### X-Men
Tomando el nombre de Mimic, Calvin decidió buscar a los X-Men en una conspiración para tomar sus poderes de forma permanente. Invadió la Mansión X y luchó contra los X-Men, logrando escapar, tomando como rehén a Jean Grey, llevándola a una cueva, sabiendo que el resto del equipo la seguiría. Le ató las manos, mientras utilizó el poder óptico de Cíclope para encontrar a través de los escombros la vieja máquina de su padre. Los otros miembros liberaron a Jean y lucharon contra Mimic. En un principio, la máquina se activó, pero usando sus poderes, el Profesor Charles Xavier supo cómo funcionaba la máquina y con sus poderes, saco de la cabeza de Mimic la idea de utilizarla.
Fue mientras asistía a la universidad, junto con Jean Grey, que Calvin recuperó la memoria. En otro intento de obtener las habilidades de los X-Men, Mimic puso como objetivo unirse a sus filas, convirtiéndose en líder del grupo. Como miembro del equipo, pronto comenzó a enemistarse con los otros X-Men por su comportamiento arrogante y terminó expulsado después de una pelea con Cíclope. Más tarde, se dio cuenta de su potencial cuando salvó a sus compañeros de equipo del Super-Adaptoide, derrotando al androide, al que en tratar de copiar sus poderes artificiales. Esta batalla le robó sus habilidades, y se quedó sin poderes.

### Carrera Independiente
Con el tiempo, Mimic recuperó sus poderes, pero estos han cambiado, y ahora puede absorber también las fuerzas vitales de las personas, matándolas. A medida que Bestia trató de encontrar una solución, Calvin, aparentemente murió en una pelea contra Hulk, después de absorber la radiación gamma de Hulk. Durante mucho tiempo, los X-Men creyeron que estaba muerto. En la realidad, Mimic estaba en un coma que duró años. Él despertó cuando imitó los poderes curativos de Wolverine. 
Huyó a un pueblo remoto de Siberia, donde pronto se encontró con Fuerza-X, que estaban investigando una llamada de socorro. Fuerza-X encontró a varios científicos muertos y a un enfurecido Mimic, quien culpó ilógicamente a Fuerza-X por sus muertes. Durante la pelea, Mimic copió el poder de Mancha solar y causó una gran explosión en la que desapareció.
Más tarde, fue reclutado por la entidad Onslaught, quien estabilizó sus poderes. Junto con Blob, se enfrentó a Warpath de Fuerza-X, quien los derrotó. Poco después, Onslaught fue derrotado y la "Operación: Cero Tolerancia" encarceló a Mimic. Más tarde, Excalibur siguió su firma telepática y creyendo que era el Profesor Xavier, lo liberaron. Fue herido en este encuentro y llegó a la Isla Muir a recuperarse. Más tarde, se alió a Excalibur, y asistió a la boda de Capitán Britania y Meggan.

### Hermandad de mutantes diabólicos
Mimic se alió con el Sapo, Blob y Post y organizó la Quinta Hermandad de mutantes diabólicos. Esta Hermandad, ayudó a los X-Men a liberar al Profesor-X de una versión maligna de la computadora Cerebro. Más tarde, se le vio de nuevo con la Hermandad cuando el Alto Evolucionario borró el gen mutante por una semana.
Más adelante, Mimic se alió con Mystique en una nueva Hermandad, combatiendo a los X-Men en el intento de asesinato contra el senador Robert Kelly.

### Dark X-Men
Mimic se convirtió en un miembro de los Dark X-Men ("X-Men Oscuros"), donde se reveló que su comportamiento inestable fue causada por su, no diagnosticado previamente, trastorno bipolar que está siendo tratada con medicamentos. Mimic se quedó en el grupo después de que Emma Frost, Namor y Cloak and Dagger partieron con los X-Men. Rankin continuó como miembro de los Dark X-Men junto con Mystique, Weapon Omega y la Bestia Oscura. Ellos trataron de capturar a Nate Grey por órdenes de Norman Osborn. Osborn y Mimic unene fuerzas para imitar los poderes de Weapon Omega y combatieron a Nate Grey. Tuvieron éxito en la neutralización de los poderes de Nate Grey, al menos temporalmente.

### Wolverine y los X-Men
Después de que Norman Osborn fue derrotado por los Vengadores, Mimic y Weapon Omega dejaron al grupo, pero los poderes de Weapon Omega comenzaron a descontrolarse. Mimic acudió a Hank McCoy en busca de ayuda, ya que había sido la única persona que siempre le había ayudado cuando lo necesitaba. Mimic llevó a Weapon Omega a la Escuela Jean Grey, donde Bestia se enteró de que Omega estaba a punto de explotar. Los X-Men intentaron de varias maneras, prevenir la explosión. Pero al final, el único camino que queda fue una muerte fue un coma artificial inducida por medio de Rachel Summers. Mimic puso Omega Weapon a dormir con la promesa de permanecer a su lado hasta que despierte. Después de la prueba, le pidió a Rogue asilo en la escuela. Ella lo acepta, pues cree que él va a ser un maestro maravilloso.

### Exterminación
Como el plan del Cable joven era enviar a los jóvenes X Men desplazados en el tiempo a este le tocó secuestrar a Mimic y le arrancó sus alas para dárselas a Warren (Porque Warren usaba alas de fuego y perdió sus alas orgánicas), después de arrancarle las alas y de explicarle todo a los X Men, Ahab ataca a todos los héroes y en un intento desesperado Mimic finge ser Scott y se lanza contra Ahab, y Ahab lo asesina con una lanza.
Lo enterraron junto a otros 2 hombres X (Cable y bloodstorm)

## Poderes y habilidades
Mimic es un super-humano con la habilidad del mimetismo, es decir, puede imitar los poderes de cualquier mutante o super-humano que este cerca de él o a determinada distancia. Por haber estado muy cerca de ellos por bastante tiempo, Mimic también posee permanentemente los poderes de los cinco X-Men originales (Cíclope, Bestia, Hombre de Hielo, Arcángel y Jean Grey), así como una pequeña porción de la telepatía de Xavier.

## Otras versiones

### Era de Apocalipsis
Mimic forma parte de los experimentos de Sugar Man.

### Dinastía de M
Mimic es un agente del gobierno enviado para asesinar a Magneto.

### Ultimate Mimic
Mimic no es un mutante, sino un arma prototipo que se vende en el mercado negro.

### Exiles
Es uno de los fundadores y personajes principales del equipo de deslizadores temporales y dimensionales conocidos como los Exiles.

### X-Men: Evolution
En el número 6 del cómic X-Men: Evolution, Mimic se hace amigo de Spyke pero deja el equipo debido a su arrogancia. Su cuerpo aparentemente no se transforma cuando copia los poderes.

## En otros medios

### Televisión
- Mimic apareció en la serie animada X-Men. En el episodio "One Man's Worth Pt. 1", aparece como un miembro de la Resistencia Mutante luchando contra un robot cuadrúpedo. Tiene el cuerpo musculoso de Bestia, las alas de Ángel y los rayos ópticos de Cíclope, aparentemente con los poderes mutantes originales de los X-Men.